# Birkenfeld
Birkenfeld é uma cidade da Alemanha localizada no distrito (Kreis ou Landkreis) de Birkenfeld, na associação municipal de Verbandsgemeinde Birkenfeld, no estado da Renânia-Palatinado.